# Thân vương quốc Novgorod-Seversk
Thân vương quốc Novgorod-Seversk hay Novhorod-Siversk (tiếng Nga: Новгород-Северское княжество) là một thân vương quốc của Người Rus' thời trung cổ, với trung tâm là Novhorod-Siverskyi, ngày nay là một thành phố ở tỉnh Chernihiv, Ukraine. Thân vương quốc nổi lên sau khi quyền lực trung ương của Kiev Rus' suy tàn vào cuối thế kỷ XI, và Svyatoslav Olhovych đã thành lập một triều đại bản địa, Olhovychi (Olgovichi), như một nhánh của Nhà Rurikid. Novgorod-Seversk được liên kết với Thân vương quốc Chernigov. Năm 1185, một chiến dịch lớn của Rus chống lại người Cumans (Polovtsy) đã kết thúc với thất bại dành cho Thân vương Igor xứ Novhorod-Siverskyi, trận chiến được tái hiện lại trong tác phẩm Truyện kể cuộc viễn chinh Igor. Sau cái chết của Roman Đại đế, Thân vương đầu tiên của xứ Galicia–Volhynia vào năm 1205, ba người con trai của Igor nắm quyền ở Halych và trị vì từ năm 1206 đến 1212. Novgorod-Seversk bị Thân vương quốc Briansk chiếm sau cuộc xâm lược của người Mông Cổ, và sau đó là người Litva khi quyền lực của Kim Trướng hãn quốc bắt đầu suy giảm. Vào thế kỷ XV, Thân vương quốc được trao cho Thân vương Ivan xứ Mozhaisk khi ông chạy trốn khỏi Đại thân vương Vasily II.